# سیارک ۲۸۴
سیارک ۲۸۴ (به انگلیسی: 284 Amalia) دویست و هشتاد و چهارمین سیارک کشف شده‌است که در ۲۹ مه ۱۸۸۹ و در نیس کشف شد.
قدر مطلق سیارک برابر ۱۰٫۰۵ است.